# Ophiothela nuda
Ophiothela nuda är en ormstjärneart som först beskrevs av Hubert Lyman Clark 1923.  Ophiothela nuda ingår i släktet Ophiothela och familjen Ophiothrichidae. Inga underarter finns listade i Catalogue of Life.